# Vince Clarke
Vince Clarke, właśc. Vincent John Martin (ur. 3 lipca 1960 w Woodford w Wielkiej Brytanii) – angielski muzyk, założyciel zespołów Depeche Mode, Yazoo, The Assembly oraz Erasure. Grał na instrumentach klawiszowych, komponował oraz pisał teksty do pierwszego albumu zespołu Depeche Mode, Speak & Spell.

## Życiorys
Przed założeniem Depeche Mode związany z zespołami: No Romance in China (gitarzysta i wokalista), The Plan, Composition of Sound.
Po odejściu z Depeche Mode tworzył w zespołach: Yazoo (Yaz) wraz z Alison Moyet, The Assembly wraz z Erikiem C. Radcliffe’em, Vincent Clarke & Paul Quinn (z którym wydali singel „One Day”), Erasure wraz z Andym Bellem, The Clarke & Ware Experiment wraz z Martynem Ware. W 2011 roku wraz z Martinem L. Gore'em z Depeche Mode utworzył duet VCMG.
W 2015 roku rozpoczął współpracę nad wspólnym wydawnictwem z Jeanem Michelem Jarre’em.

## Linki zewnętrzne

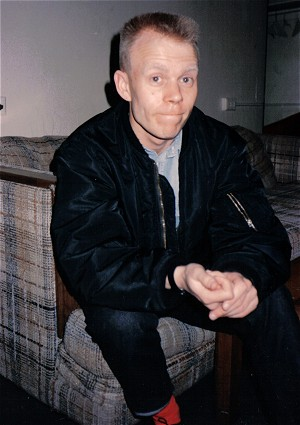
Vince Clarke (1986)

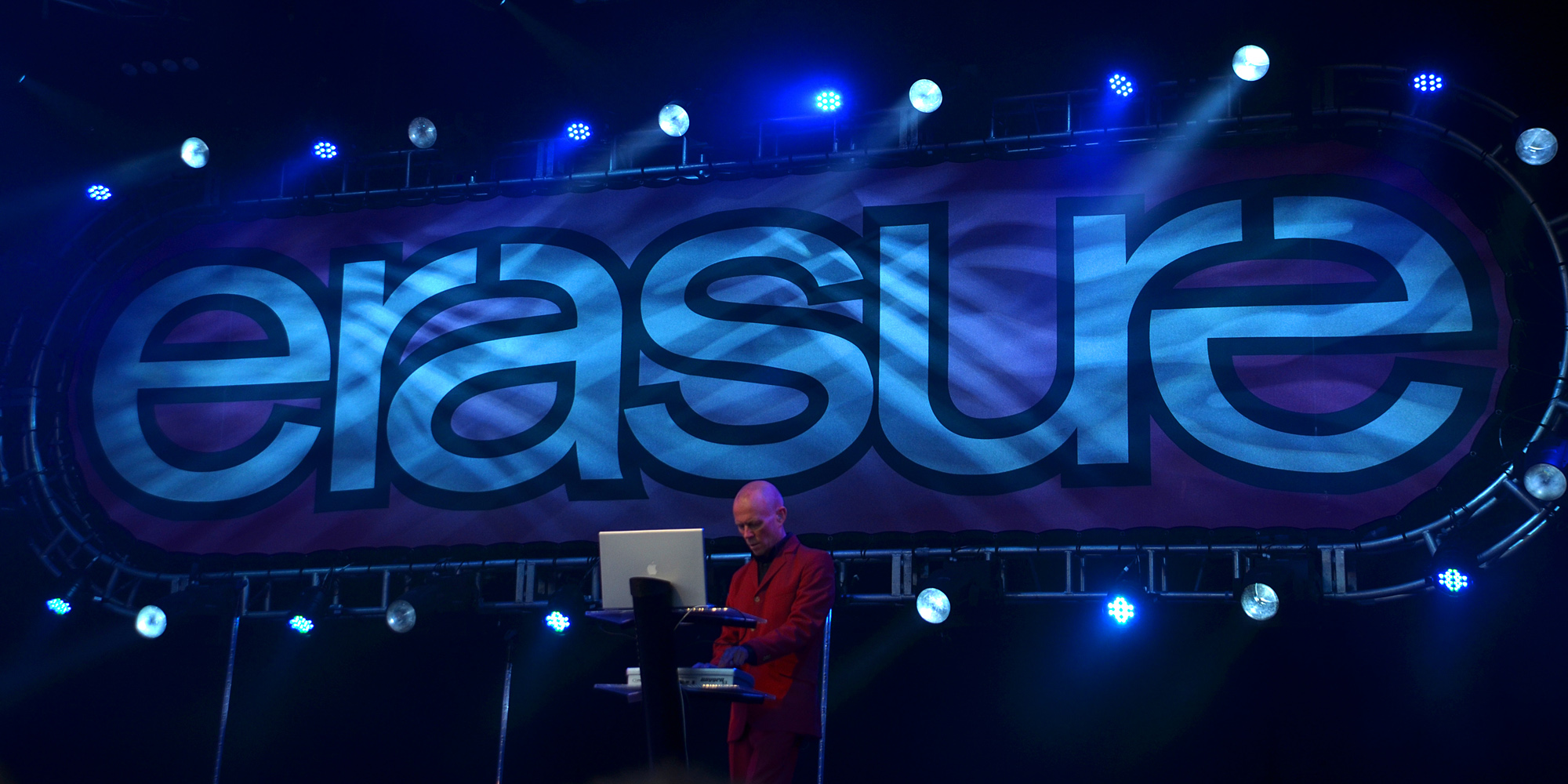
Clarke w Delamere Forest (Wielka Brytania, 2011)